# Église d'Avoriaz
Ne pas confondre avec la Chapelle Notre-Dame-des-Prisonniers d'Avoriaz dessinée par René Faublée
L’église d'Avoriaz est un lieu de culte catholique française située en Haute-Savoie, sur la commune de Morzine, dans la station de sports d'hiver d'Avoriaz. Il s'agit plus particulièrement d'un complexe d'accueil et d'animation touristique - qui accueille l'Office du Tourisme - qui pour les célébrations dominicales est modulée pour accueillir la messe.

## Historique
La décision de l'édification d'un lieu de culte dans la station prend acte en 1984. Les vacanciers ne peuvent se rendre aisément à l'église Sainte-Marie-Madeleine de Morzine. Celle-ci est imaginée lors de l'aménagement de la troisième phase de la station commencée en 1984. Un ensemble architectural devant regrouper l'Office du tourisme, la Salle des Festivals, la chapelle et son clocher ainsi que des commerces est réalisé selon les plans de l'architecte Jacques Labro, le concepteur de la station,.

## Description
Implanté dans la salle polyvalente, le lieu de culte est indiqué par la présence d'un clocher en bois, triangulaire et zébré d'ouvertures. Il possède deux cadrans d'horloge.

## Sources et références
1. 1 2 3 4  Les bâtiments d’Avoriaz (3) : La chapelle des Prisonniers, sur le site Alpes Tourisme, octobre 2011.
2. 1 2  [PDF] CAUE74, « Morzine Avoriaz architecture d'une station », Balades culturelles entre vallée d’Aoste et Haute-Savoie, sur www.caue74.fr (consulté le 6 avril 2014), p. 28.